# Pálsson
Pálsson ist ein männlicher isländischer und färöischer Name.

## Bedeutung
Der Name ist ein Patronym und bedeutet Pálls Sohn. Die weibliche Entsprechung ist Pálsdóttir (Pálls Tochter).

## Namensträger
- Anton Gylfi Pálsson, isländischer Handballschiedsrichter
- Bjarni Pálsson (1719–1779), isländischer Landarzt und Aufklärer
- Emil Pálsson (* 1993), isländischer Fußballspieler
- Gestur Pálsson (1852–1891), isländischer Schriftsteller und Journalist
- Gísli Pálsson (* 1949), isländischer Autor und Hochschullehrer
- Haukur Pálsson (* 1992), isländischer Basketballspieler
- Hermann Pálsson (1921–2002), isländischer Keltologe, Skandinavist und Übersetzer
- Jógvan Poulsen (Løgmaður) (Jógvan Pálsson), im 17. Jahrhundert Løgmaður der Färöer
- Magnús Pálsson (Wasserballspieler) (1912–1990), isländischer Wasserballspieler
- Magnús Pálsson (Künstler) (* 1929), isländischer Konzeptkünstler
- Ögmundur Pálsson, im 16. Jahrhundert Bischof von Skálholt und Grönland
- Páll Jóhann Pálsson (* 1957), isländischer Politiker (Fortschrittspartei)
- Páll Pampichler Pálsson (1928–2023), österreichisch-isländischer Komponist, Dirigent, Chorleiter, Instrumentalist und Musiklehrer
- Páll Ragnar Pálsson (* 1977), isländischer Rockgitarrist und Komponist
- Róbert Pálsson (* 1991), isländischer Eishockeyspieler
- Sindri Már Pálsson (* 1982), isländischer Skirennläufer
- Sveinn Pálsson (1762–1840), isländischer Arzt und Naturforscher
- Þorsteinn Pálsson (* 1947), isländischer Politiker und Premierminister
- Victor Pálsson (* 1991), isländischer Fußballspieler